# Wood Memorial Stakes
 (signalé en mai 2025).
Si vous disposez d'ouvrages ou d'articles de référence ou si vous connaissez des sites web de qualité traitant du thème abordé ici, merci de compléter l'article en donnant les références utiles à sa vérifiabilité et en les liant à la section « Notes et références ».
- Archive Wikiwix
- Bing
- Cairn
- DuckDuckGo
- E. Universalis
- Gallica
- Google
- G. Books
- G. News
- G. Scholar
- Persée
- Qwant
- (zh) Baidu
- (ru) Yandex
- (wd) trouver des œuvres sur Wikidata

Groupe 2
Les Wood Memorial Stakes est une course hippique de plat se déroulant au mois d'avril sur l'hippodrome d'Aqueduct dans le quartier d'Ozone Park à New York aux États-Unis. Elle est ouverte aux poulains de 3 ans, disputée sur le dirt sur la distance de 1 800 mètres, elle est dotée de 750 000 dollars.

## Histoire
Créée en 1925 et nommée en hommage à Eugene D. Wood, homme politique new yorkais qui a fondé l'hippodrome de Jamaica où la course s'est tenue jusqu'en 1960, les Wood Memorial Stakes sont labellisés groupe 1 lors de l'introduction du système des groupes en 1974, avant de perdre se statut en 1994, de le retrouver en 2002 pour le perdre à nouveau en 2016. C'est pourtant un rendez-vous majeur du calendrier américain, qui prépare au Kentucky Derby. De 1925 à 1939, la course a été courue sur 1 660 mètres, puis sur 1 700 mètres de 1940 à 1951, puis 1 800 mètres jusqu'à aujourd'hui. Elle a été disputée en deux lots en 1944, 1945, 1947, 1974 et 1983. 
Entre 1930 et 2000, pas moins de onze vainqueurs des Wood Memorial Stakes ont remportéle "Run for Roses" un mois plus tard : Gallant Fox, Twenty Grand, Johnstown, Count Fleet, Hoop Jr., Assault, Foolish Pleasure, Bold Forbes, Seattle Slew, Pleasant Colony et Fusaichi Pegasus. Et quatre d'entre eux (Gallant Fox, Count Fleet, Assault et Seattle Slew) ont conquis la Triple Couronne. Le plus fameux perdant du Wood Memorial demeure le grand Secretariat, relégué sur tapis vert à la troisième place en 1973.

### Records
Chrono : Bellamy Road détient le record de la course dans sa version 1 800 mètres avec un chrono de 1'47"16 lors de sa victoire en 2005 par 17 ½ longueurs.
Jockey le plus titré :
- 9 – Eddie Arcaro (1944, 1945, 1947 (2), 1949, 1950, 1956, 1957, 1958)

Entraîneur le plus titré :
- 7 – "Sunny Jim" Fitzsimmons (1930, 1936, 1937, 1938, 1939, 1955, 1957)

Propriétaire le plus titré :
- 4 – Greentree Stable (1927, 1931, 1944, 1963)
- 4 – Wheatley Stable (1928, 1936, 1937, 1957)
- 4 – Belair Stable (1930, 1938, 1939, 1955)
- 4 – Cornelius Vanderbilt Whitney (1935, 1945, 1947, 1956)

## Palmarès
| Année                | Vainqueur          | Père             | Jockey                | Entraîneur               | Propriétaire                     | Temps   |
| -------------------- | ------------------ | ---------------- | --------------------- | ------------------------ | -------------------------------- | ------- |
| 2024                 | Resilience         | Into Mischief    | John Velazquez        | William I. Mott          | Emily Bushnell & Ric Waldman     | 1'50"28 |
| 2023                 | Lord Miles         | Curlin           | Paco Lopez            | Saffie Joseph, Jr.       | Vegso Racing Stable              | 1'51"17 |
| 2022                 | Mo Donegal         | Uncle Mo         | Joel Rosario          | Todd Pletcher            | Donegal Racing                   | 1'47"96 |
| 2021                 | Bourbonic          | Bernardini       | Kendrick Carmouche    | Todd Pletcher            | Calumet Farm                     | 1'54"49 |
| 2020 : pas d'édition |                    |                  |                       |                          |                                  |         |
| 2019                 | Tacitus            | Tapit            | José Ortiz            | William I. Mott          | Juddmonte Farms                  | 1'51"23 |
| 2018                 | Vino Rosso         | Curlin           | John Velazquez        | Todd Pletcher            | Repole Stable & St. Elias Stable | 1'49"79 |
| 2017                 | Irish War Cry      | Curlin           | Rajiv Maragh          | H. Graham Motion         | Isabelle de Tomaso               | 1'50"91 |
| 2016                 | Outwork            | Uncle Mo         | John Velazquez        | Todd Pletcher            | Repole Stable                    | 1'52"92 |
| 2015                 | Frosted            | Tapit            | Joel Rosario          | Kiaran McLaughlin        | Écurie Godolphin                 | 1'50"31 |
| 2014                 | Wicked Strong      | Hard Spun        | Rajiv Maragh          | James Jerkens            | Centennial Farms                 | 1'49"31 |
| 2013                 | Verrazano          | More Than Ready  | John Velazquez        | Todd Pletcher            | Let's Go Stables                 | 1'50"27 |
| 2012                 | Gemologist         | Tiznow           | Javier Castellano     | Todd Pletcher            | WinStar Farm                     | 1'50"96 |
| 2011                 | Toby's Corner      | Bellamy Road     | Eddie Castro          | Graham Motion            | Dianne Cotter                    | 1'49"93 |
| 2010                 | Eskendereya        | Giant's Causeway | John Velazquez        | Todd A. Pletcher         | Zayat Stables                    | 1'49"97 |
| 2009                 | I Want Revenge     | Stephen Got Even | Joseph Talamo         | Jeff Mullins             | D. J. Lanzman & IEAH Stables     | 1'49"49 |
| 2008                 | Tale of Ekati      | Tale of The Cat  | Edgar Prado           | Barclay Tagg             | Charles E. Fipke                 | 1'52"35 |
| 2007                 | Nobiz Like Shobiz  | Albert The Great | Cornelio Velásquez    | Barclay Tagg             | Elizabeth J. Valando             | 1'49"46 |
| 2006                 | Bob and John       | Seeking The Gold | Garrett Gomez         | Bob Baffert              | Stonerside Stable                | 1'51"54 |
| 2005                 | Bellamy Road       | Concerto         | Javier Castellano     | Nick Zito                | Kinsman Stable                   | 1'47"16 |
| 2004                 | Tapit              | Pulpit           | Ramon A. Dominguez    | Michael W. Dickinson     | Ronald Winchell                  | 1'49"60 |
| 2003                 | Empire Maker       | Unbridled        | Jerry Bailey          | Robert J. Frankel        | Juddmonte Farms                  | 1'48"60 |
| 2002                 | Buddha             | Unbridled's Song | Pat Day               | James Bond               | Gary & Mary West                 | 1'48"60 |
| 2001                 | Congaree           | Arazi            | Victor Espinoza       | Bob Baffert              | Stonerside Stable                | 1'47"80 |
| 2000                 | Fusaichi Pegasus   | Mr. Prospector   | Kent Desormeaux       | Neil D. Drysdale         | Fusao Sekiguchi                  | 1'47"80 |
| 1999                 | Adonis             | Kris S           | Jorge Chavez          | Nick Zito                | Paraneck Stable                  | 1'47"60 |
| 1998                 | Coronado's Quest   | Forty Niner      | Robbie Davis          | C. R. McGaughey III      | Stuart S. Janney III             | 1'47"40 |
| 1997                 | Captain Bodgit     | Saint Ballado    | Alex Solis            | Gary Capuano             | Team Valor                       | 1'48"20 |
| 1996                 | Unbridled's Song   | Unbridled        | Mike E. Smith         | James T. Ryerson         | Paraneck Stable                  | 1'49"80 |
| 1995                 | Talkin Man         | With Approval    | Shane Sellers         | Roger Attfield           | Kinghaven Farms                  | 1'49"20 |
| 1994                 | Irgun              | Sunny's Halo     | Gary Stevens          | Steven W. Young          | Brandon & Marianne Chase         | 1'49"00 |
| 1993                 | Storm Tower        | Irish Tower      | Rick Wilson           | Benjamin W. Perkins, Jr. | Char-Mari Stable                 | 1'48"40 |
| 1992                 | Devil His Due      | Devil's Bag      | Mike E. Smith         | H. Allen Jerkens         | Lion Crest Stable                | 1'49"20 |
| 1991                 | Cahill Road        | Fappiano         | Craig Perret          | Scotty Schulhofer        | Frances A. Genter                | 1'48"40 |
| 1990                 | Thirty Six Red     | Slew o' Gold     | Mike E. Smith         | Nick Zito                | B. Giles Brophy                  | 1'50"40 |
| 1989                 | Easy Goer          | Alydar           | Pat Day               | C. R. McGaughey III      | Ogden Phipps                     | 1'50"60 |
| 1988                 | Private Terms      | Private Account  | Chris Antley          | Charles Hadry            | Locust Hill Farm                 | 1'47"20 |
| 1987                 | Gulch              | Mr. Prospector   | José A. Santos        | LeRoy Jolley             | Peter M. Brant                   | 1'49"00 |
| 1986                 | Broad Brush        | Ack Ack          | Vincent Bracciale Jr. | Richard W. Small         | Robert E. Meyerhoff              | 1'50"60 |
| 1985                 | Eternal Prince     | Majestic Prince  | Richard Migliore      | John J. Lenzini Jr.      | Brian J. Hurst                   | 1'48"80 |
| 1984                 | Leroy S.           | Honest Pleasure  | Jean Cruguet          | Jan Nerud                | John A. Nerud                    | 1'51"40 |
| 1983                 | Bounding Basque    | Grey Dawn        | Gregg McCarron        | Woody Sedlacek           | Jacques Wimpfheimer              | 1'51"00 |
| 1983                 | Slew o' Gold       | Seattle Slew     | Eddie Maple           | Sidney Watters Jr.       | Equusequity Stable               | 1'51"40 |
| 1982                 | Air Forbes Won     | Bold Forbes      | Ángel Cordero Jr.     | Frank LaBoccetta         | Edward Anchel                    | 1'51"00 |
| 1981                 | Pleasant Colony    | His Majesty      | Jeffrey Fell          | John P. Campo            | Buckland Farm                    | 1'49"60 |
| 1980                 | Plugged Nickle     | Key To The Mint  | Buck Thornburg        | Thomas J. Kelly          | John M. Schiff                   | 1'50"80 |
| 1979                 | Instrument Landing | Grey Dawn        | Ángel Cordero Jr.     | David A. Whiteley        | Pen-Y-Bryn Farm                  | 1'49"20 |
| 1978                 | Believe It         | In Reality       | Eddie Maple           | Woody Stephens           | Hickory Tree Stable              | 1'49"80 |
| 1977                 | Seattle Slew       | Bold Reasoning   | Jean Cruguet          | William H. Turner Jr.    | Karen L. Taylor                  | 1'49"60 |
| 1976                 | Bold Forbes        | Irish Castle     | Ángel Cordero Jr.     | Laz Barrera              | E. Rodriguez Tizol               | 1'47"40 |
| 1975                 | Foolish Pleasure   | What A Pleasure  | Jacinto Vásquez       | LeRoy Jolley             | John L. Greer                    | 1'48"80 |
| 1974                 | Flip Sal           | Done             | Ángel Cordero Jr.     | Stephen A. DiMauro       | Salvatore Tufano                 | 1'51"40 |
| 1974                 | Rube The Great     | Bold Lad         | Miguel A. Rivera      | Pancho Martin            | Sigmund Sommer                   | 1'49"60 |
| 1973                 | Angle Light        | Quadrangle       | Jacinto Vásquez       | Lucien Laurin            | Edwin Whittaker                  | 1'49"80 |
| 1972                 | Upper Case         | Round Table      | Ron Turcotte          | Lucien Laurin            | Meadow Stable                    | 1'49"00 |
| 1971                 | Good Behaving      | Ambehaving       | Chuck Baltazar        | John P. Campo            | Neil Hellman                     | 1'49"80 |
| 1970                 | Personality        | Hail to Reason   | Eddie Belmonte        | John W. Jacobs           | Ethel D. Jacobs                  | 1'49"40 |
| 1969                 | Dike               | Herbager         | Jorge Velásquez       | Lucien Laurin            | Claiborne Farm                   | 1'49"60 |
| 1968                 | Dancer's Image     | Native Dancer    | Bobby Ussery          | Lou Cavalaris Jr.        | Peter D. Fuller                  | 1'49"00 |
| 1967                 | Damascus           | Sword Dancer     | Bill Shoemaker        | Frank Y. Whiteley Jr.    | Edith W. Bancroft                | 1'49"60 |
| 1966                 | Amberoid           | Count Amber      | William Boland        | Lucien Laurin            | Reginald N. Webster              | 1'49"60 |
| 1965                 | Flag Raiser        | Roughin' Tumble  | Bobby Ussery          | Hirsch Jacobs            | Isidor Bieber                    | 1'50"20 |
| 1964                 | Quadrangle         | Cohoes           | Bill Hartack          | J. Elliott Burch         | Rokeby Stable                    | 1'50"20 |
| 1963                 | No Robbery         | Swaps            | John L. Rotz          | John M. Gaver, Sr.       | Greentree Stable                 | 1'49"20 |
| 1962                 | Admiral's Voyage   | Crafty Admiral   | Braulio Baeza         | Charles R. Parke         | Fred W. Hooper                   | 1'49"20 |
| 1961                 | Globemaster        | Heliopolis       | John L. Rotz          | Thomas J. Kelly          | Leonard P. Sasso                 | 1'50"20 |
| 1960                 | Francis S.         | Royal Charger    | Bill Shoemaker        | Burley Parke             | Harbor View Farm                 | 1'50"20 |
| 1959                 | Manassa Mauler     | Count Turf       | Ray Broussard         | Pancho Martin            | Emil Dolce                       | 1'49"60 |
| 1958                 | Jewel's Reward     | Jet Jewel        | Eddie Arcaro          | Ivan H. Parke            | Maine Chance Farm                | 1'50"20 |
| 1957                 | Bold Ruler         | Nasrullah        | Eddie Arcaro          | Jim Fitzsimmons          | Wheatley Stable                  | 1'48"80 |
| 1956                 | Head Man           | Eight Thirty     | Eddie Arcaro          | Sylvester Veitch         | C. V. Whitney                    | 1'50"20 |
| 1955                 | Nashua             | Nasrullah        | Ted Atkinson          | Jim Fitzsimmons          | Belair Stud                      | 1'50"60 |
| 1954                 | Correlation        | Free America     | Bill Shoemaker        | Noble Threewitt          | Robert S. Lytle                  | 1'50"00 |
| 1953                 | Native Dancer      | Polynesian       | Eric Guerin           | William C. Winfrey       | Alfred G. Vanderbilt II          | 1'50"60 |
| 1952                 | Master Fiddle      | First Fiddle     | Dave Gorman           | Sol Rutchick             | Myhelen Stable                   | 1'52"40 |
| 1951                 | Repetoire          | Happy Argo       | Pete McLean           | Albert Jensen            | Nora A. Mikell                   | 1'44"40 |
| 1950                 | Hill Prince        | Princequillo     | Eddie Arcaro          | Casey Hayes              | Christopher Chenery              | 1'43"60 |
| 1949                 | Olympia            | Heliopolis       | Eddie Arcaro          | Ivan H. Parke            | Fred W. Hooper                   | 1'45"00 |
| 1948                 | My Request         | Requested        | Douglas Dodson        | James P. Conway          | Florence Whitaker                | 1'46"20 |
| 1947                 | I Will             | Roman            | Eddie Arcaro          | Sidney Jacobs            | Jaclyn Stable                    | 1'45"00 |
| 1947                 | Phalanx            | Pilate           | Eddie Arcaro          | Sylvester Veitch         | C. Vanderbilt Whitney            | 1'43"80 |
| 1946                 | Assault            | Bold Venture     | Warren Mehrtens       | Max Hirsch               | King Ranch                       | 1'46"60 |
| 1945                 | Jeep               | Mahmoud          | Arnold Kirkland       | Lydell T. Ruff           | C. Vanderbilt Whitney            | 1'45"80 |
| 1945                 | Hoop Jr.           | Sir Gallahad     | Eddie Arcaro          | Ivan H. Parke            | Fred W. Hooper                   | 1'45"00 |
| 1944                 | Stir Up            | Stimulus         | Eddie Arcaro          | John M. Gaver Sr.        | Greentree Stable                 | 1'44"20 |
| 1944                 | Lucky Draw         | Jack High        | Johnny Longden        | Bert Mulholland          | George D. Widener Jr.            | 1'46"20 |
| 1943                 | Count Fleet        | Reigh Count      | Johnny Longden        | Don Cameron              | Fannie Hertz                     | 1'43"00 |
| 1942                 | Requested          | Questionnaire    | Wayne D. Wright       | Blackie McCoole          | Florence Whitaker                | 1'45"20 |
| 1941                 | Market Wise        | Brokers Tip      | Don Meade             | George W. Carroll        | Louis Tufano                     | 1'45"60 |
| 1940                 | Dit                | Transmute        | Leon Haas             | Max Hirsch               | W. Arnold Hanger                 | 1'45"80 |
| 1939                 | Johnstown          | Jamestown        | James Stout           | Jim Fitzsimmons          | Belair Stud                      | 1'42"00 |
| 1938                 | Fighting Fox       | Sir Gallahad     | James Stout           | Jim Fitzsimmons          | Belair Stud                      | 1'43"00 |
| 1937                 | Melodist           | Royal Minstrel   | Johnny Longden        | Jim Fitzsimmons          | Wheatley Stable                  | 1'42"80 |
| 1936                 | Teufel             | Diavolo          | Eddie Litzenberger    | Jim Fitzsimmons          | Wheatley Stable                  | 1'43"20 |
| 1935                 | Today              | Whichone         | Raymond Workman       | Thomas J. Healey         | C. Vanderbilt Whitney            | 1'42"80 |
| 1934                 | High Quest         | Sir Gallahad     | Dominick Bellizzi     | Robert A. Smith          | Brookmeade Stable                | 1'43"80 |
| 1933                 | Mr. Khayyam        | Omar Khayyam     | Pete Walls            | Matthew Peter Brady      | Catawba Farm                     | 1'42"60 |
| 1932                 | Universe           | Infinite         | Linus McAtee          | Joseph Bauer             | Thomas M. Cassidy                | 1'43"00 |
| 1931                 | Twenty Grand       | St Germans       | Charley Kurtsinger    | James G. Rowe Jr.        | Greentree Stable                 | 1'42"60 |
| 1930                 | Gallant Fox        | Sir Gallahad     | Earl Sande            | Jim Fitzsimmons          | Belair Stud                      | 1'43"60 |
| 1929                 | Essare             | Light Brigade    | Mack Garner           | Joe Johnson              | Jacques Stable                   | 1'44"00 |
| 1928                 | Distraction        | Chicle           | Danny McAuliffe       | George Tappen            | Wheatley Stable                  | 1'46"00 |
| 1927                 | Saxon              | Broomstick       | George Ellis          | James G. Rowe Sr.        | Greentree Stable                 | 1'43"60 |
| 1926                 | Pompey             | Sun Briar        | Bennie Breuning       | William H. Karrick       | William R. Coe                   | 1'42"00 |
| 1925                 | Backbone           | Whisk Broom      | Ivan H. Parke         | James G. Rowe Sr.        | Harry Payne Whitney              | 1'43"40 |